# Tomas Totland
Tomas Olai Toland (Bergen, 28 settembre 1999) è un calciatore norvegese, difensore del St. Louis City.

## Carriera

### Club
Totland è cresciuto nelle giovanili del Fana. Ha esordito in prima squadra, in 2. divisjon, in data 19 aprile 2015: ha sostituito Joakim Birkeland nel pareggio casalingo per 0-0 contro il Vindbjart. L'11 giugno 2016 ha trovato la prima rete con questa maglia, in occasione del 4-0 inflitto allo Stord.
Il 27 gennaio 2017, il Sogndal ha reso noto d'aver ingaggiato Totland, che si è legato al nuovo club con un contratto valido fino al 31 dicembre 2019. Il giocatore ha continuato a giocare però per il Fana fino al 31 luglio 2017, quando si è aggregato al Sogndal.
Ha esordito per il nuovo club il 14 aprile 2018, schierato titolare nel pareggio per 0-0 maturato sul campo del Mjøndalen. Il 17 giugno 2019 ha prolungato il contratto che lo legava al club fino al 31 dicembre 2021.
Il 17 agosto 2019 ha segnato il primo gol per il Sogndal, nella sconfitta per 2-3 subita contro l'Aalesund.
Il 7 gennaio 2021 ha firmato un contratto quadriennale con il Tromsø.
Il 23 dicembre 2021 è stato reso noto il suo passaggio agli svedesi dell'Häcken, a cui si è legato con un contratto quadriennale: l'accordo sarebbe stato ratificato a gennaio 2022, alla riapertura del calciomercato locale. Al termine di quel campionato, che ha visto Totland collezionare 23 presenze di cui 14 da titolare, l'Häcken ha vinto il titolo nazionale per la prima volta nella storia.
Dopo una seconda stagione in giallonero, nel dicembre 2023 è stato ufficializzato il suo approdo agli statunitensi del St. Louis City.

### Nazionale
Totland ha rappresentato la Norvegia a livello Under-18, Under-20 e Under-21.
Con la Nazionale Under-20 ha preso parte al campionato mondiale 2019, in cui la Norvegia è stata eliminata al termine della fase a gironi.

## Statistiche

### Presenze e reti nei club
Statistiche aggiornate all'8 ottobre 2023.
| Stagione        | Squadra         | Campionato      | Campionato | Campionato | Coppe nazionali | Coppe nazionali | Coppe nazionali | Coppe continentali | Coppe continentali | Coppe continentali | Altre coppe | Altre coppe | Altre coppe | Totale | Totale | Totale |
| Stagione        | Squadra         | Comp            | Pres       | Reti       | Comp            | Pres            | Reti            | Comp               | Pres               | Reti               | Comp        | Pres        | Reti        | Pres   | Reti   |        |
| --------------- | --------------- | --------------- | ---------- | ---------- | --------------- | --------------- | --------------- | ------------------ | ------------------ | ------------------ | ----------- | ----------- | ----------- | ------ | ------ | ------ |
| 2015            | Fana            | 2D              | 11         | 0          | CN              | 0               | 0               | -                  | -                  | -                  | -           | -           | -           | 11     | 0      |        |
| 2016            | Fana            | 2D              | 17         | 1          | CN              | 2               | 0               | -                  | -                  | -                  | -           | -           | -           | 19     | 1      |        |
| gen.-lug. 2017  | Fana            | 2D              | 6          | 1          | CN              | 2               | 0               | -                  | -                  | -                  | -           | -           | -           | 8      | 1      |        |
| Totale Fana     | Totale Fana     | Totale Fana     | 34         | 2          |                 | 4               | 0               |                    | -                  | -                  |             | -           | -           | 38     | 2      |        |
| lug.-dic. 2017  | Sogndal         | ES              | 0          | 0          | CN              | -               | -               | -                  | -                  | -                  | -           | -           | -           | 0      | 0      |        |
| 2018            | Sogndal         | 1D              | 14+2       | 0          | CN              | 2               | 0               | -                  | -                  | -                  | -           | -           | -           | 18     | 0      |        |
| 2019            | Sogndal         | 1D              | 29+1       | 1+0        | CN              | 2               | 0               | -                  | -                  | -                  | -           | -           | -           | 32     | 1      |        |
| 2020            | Sogndal         | 1D              | 29+2       | 6+0        | -               | -               | -               | -                  | -                  | -                  | -           | -           | -           | 31     | 6      |        |
| Totale Sogndal  | Totale Sogndal  | Totale Sogndal  | 72+5       | 7+0        |                 | 4               | 0               |                    | -                  | -                  |             | -           | -           | 81     | 7      |        |
| 2021            | Tromsø          | ES              | 27         | 5          | CN              | 1               | 0               | -                  | -                  | -                  | -           | -           | -           | 28     | 5      |        |
| 2022            | Häcken          | A               | 23         | 0          | CS+CS           | 2+5             | 0               | -                  | -                  | -                  | -           | -           | -           | 30     | 0      |        |
| 2023            | Häcken          | A               | 19         | 1          | CS              | 1               | 0               | UCL+UEL            | 2+6                | 0                  | -           | -           | -           | 28     | 0      |        |
| Totale Häcken   | Totale Häcken   | Totale Häcken   | 42         | 1          |                 | 8               | 0               |                    | 8                  | 0                  |             | -           | -           | 58     | 1      |        |
| Totale carriera | Totale carriera | Totale carriera | 180        | 15         |                 | 17              | 0               |                    | 8                  | 0                  |             | -           | -           | 205    | 15     |        |

## Palmarès

### Club

#### Competizioni nazionali
- Campionato svedese: 1

Häcken: 2022
- Coppa di Svezia: 1

Häcken: 2022-2023

#### Competizioni giovanili
- Norgesmesterskapet G19: 1

Sogndal: 2018